# Липп, Марко
Марко Липп (эст. Marko Lipp; родился 19 марта 1999 года, Таллин) — эстонский футболист, защитник. Игрок сборной Эстонии.

## Биография

### Клубная карьера
Марко — воспитанник клуба «Левадия» из своего родного города. Изначально играл за фарм-клуб «Левадия-2». Дебютировал в основном составе клуба в чемпионате Эстонии 5 августа 2017 года в матче против «Пайде», заменив на 80-й минуте Максима Подхолюзина. Автором первого гола в высшей лиге стал 22 сентября 2018 года в матче против эстонского клуба «Курессааре». В «Левадии» не был регулярным игроком основы и за шесть неполных сезонов сыграл 33 матча в чемпионате страны. Наиболее часто играл в 2019 году, когда провёл 16 матчей. Сыграл один матч в еврокубках.
Во второй половине сезона 2021 года выступал на правах аренды за «Таммеку» (Тарту). В начале 2022 года перешёл в таллинскую «Флору», в дебютном сезоне сыграл 9 матчей и стал чемпионом страны.
Выступал за сборные Эстонии младших возрастов, провёл более 40 матчей. 8 января 2023 года дебютировал в национальной сборной Эстонии в товарищеском матче против Исландии, заменив на 75-й минуте Кена Калласте.

## Достижения
- Чемпион Эстонии: 2022
- Серебряный призёр чемпионата Эстонии: 2017, 2018, 2019
- Кубок Эстонии : 2017/2018
- Суперкубок Эстонии : 2018 (не играл)